# 郭均
郭均（540年—594年），字伯平，太原郡祁县（今山西省晋中市祁县）人，西魏、北周、隋朝官员。

## 生平
郭均童年时就有好名声，当时宇文泰在东馆设置学校，精选学生，郭均当时才虚龄十三岁，作为功臣子弟被选入学，因为学习优秀补任宫门中士。武成元年（559年），郭均袭爵固安县男，食邑二百户。保定四年（564年），郭均出任帅都督，不久升任大都督。天和四年（569年），郭均增加食邑四百户，总计六百户。保定五年（570年），郭均加使持节、车骑大将军、仪同三司。建德三年（574年），郭均转任驾部中大夫。建德六年（577年），郭均出任军正中大夫。宣政元年（578年），郭均出任幽州总管府长史。当时尉迟迥起兵，郭均随幽州总管任国公于翼支持丞相杨坚，向南镇压尉迟迥的军队，向北抵御突厥。郭均不久进位使持节、上仪同、大将军。
开皇元年（581年），郭均转任太仆，进爵为公，食邑增加总计七百户。郭均不久出任上柱国、行军元帅、宋安公元景山府长史，随其讨伐南陈，作为镇将或防主出镇鲁山。开皇二年（582年），郭均出任上柱国、行军总管河间王杨弘府长史，镇守合川县。同年，郭均出任河间王司马，跟随杨弘越过贺兰山，击败突厥，于同年出任左武卫、骠骑大将军。开皇四年（584年），郭均兼领开漕渠总监。开皇六年（586年），郭均兼任鸿胪卿。开皇七年（587年），郭均转任兵部尚书。开皇九年（589年），郭均出任使持节、淅州诸军事淅州刺史，任内清廉简朴，官吏百姓感念。开皇十二年（592年），郭均再度被征召出任兵部尚书。开皇十四年（594年），郭均出镇会稽。同年，郭均因病在公馆去世，虚岁五十五。开皇十五年正月十四日（595年2月28日），郭均归葬于长安高阳原。

## 家庭

### 祖父
- 郭琛，北魏仪同三司、东莱郡太守[1]

### 父亲
- 郭法祖，东魏都督，河桥之战后投靠西魏，出任酒泉郡太守，封固安县开国男，食邑二百户[1]

### 子女
- 郭文举，世子[1]

## 墓志
2009年入藏大唐西市博物館。

大隋故上儀同兵部尚書淅州刺史固安公郭使君墓誌銘
公諱均，字伯平，太原祁人也。褰帷作牧，著信童兒，祚土開家，推財兄弟。豈止大夫扣馬，陰識晉軍之謀；車騎乘城，遥探蜀相之策。祖琛，儀同三司，東萊太守。父法祖，少仕魏朝，仍爲都督。屬天厭魏德，權臣用命，公早鑒興廢，懼染亂階。因河橋之戰，歸身魏國。太祖以公勳勇昭著，賞誓山河，乃封固安縣開國男，食邑二百戶。尋爲酒泉太守，威恩普洽，憓政傍宣。方當播此徽猷，剋昌茂績，樹年不永，奄尔薨徂。公即酒泉府君之世子也。始在齠年，便標令譽，太祖建學東觀，妙簡生徒。以公勳賢之胤，當時秀穎，年甫十三，即膺兹選。乃研精史籍，鋭思典墳，同仲舒之下帷，笑宰予之晝寢。遂能聞一知十，無愧往賢；五行俱下，實超時輩。既以學優，仍補宮門中士。昔孫弘高第，止得爲郎；晁錯文學，纔沾掌故。以今方古，余無愧焉。武成元年襲爵固安縣男，食邑二百戶。保定四年授帥都督，尋遷大都督。天和四年，增封四百戶，合前六百戶。五年，詔以公禀性温雅，幹用明濟，宜加九命，允兹器實，授使持節，車騎大將軍，儀同三司。衮服既加，戎章是飾。在官逾重，於心日卑。建德三年，仍轉駕部。六年，授軍正中大夫。撫下以恩，御衆惟整。子文治兵在楚，終朝不戮一人；亞夫細柳屯營，但識將軍之令。宣政元年，授幽州總管府長史，既屬時遷鍾鼎，世變謳哥，在我大隋，實膺寶歷。而尉迥不識天命，構此亂階，驅扇市人，稱兵東服。公早知逆順，深鑒安危，乃與總管任國公隨機抗禦，南征孽寇，北捍匈奴，邊境輯寧，妖氛剋殄。尋進使持節，上儀同大將軍。開皇元年，仍轉太僕。其年進爵爲公，增邑合前七百戶。既職居掌轡，滕公豈得獨榮；瑞執桓珪，昭陽寧專其寵。尋轉上柱國，行軍元帥宋安公府長史，南鎮魯山，境外無虞，邊民式静，争桑息訟，贈藥興仁。二年，授上柱國，行軍總管，河間王府長史，鎮合川。其年又授河間王司馬，度賀蘭山。虜衆畏威，一皆奔散。龐雄之佐車騎，匈奴气降；王郁之副中郎，單于望拜。其年授左武衛驃騎大將軍。四年，領開漕渠總監，同當時之發卒，三月即成；異伯表之興功，三年始就。何必史起鄴令，能傳瀉鹵之謡；兒寬內史，方著泰禾之詠。六年，兼鴻臚卿。七年，轉兵部尚書。九年，授使持節淅州諸軍事，淅州刺史。入參八柄，出總六條。既曰股肱，良稱喉舌。在職清儉，民吏懷思。州府所營，纖豪不犯。豈直裴潛作牧，獨挂胡牀；李珣刺舉，纔留小麥。十二年，又徵爲兵部尚書。十四年，出鎮會稽。其年染疾，薨於公館。春秋五十有五。十五年正月十四日，歸葬于長安之高陽原。公早識龍顏，成兹鴻漸，似彭祖之共硯，類盧綰之同鄉。位實隆私，侯非恩澤，當官正色，在位直言。辭韻清遠，機神賞要，博聞强記，容止有儀。在公夙著恪勤，識用咸稱明敏。與善無驗，嗚呼哀哉！世子文舉，弟兄友睦。庭訓早奉，聞禮聞詩；令望夙彰，如珪如璧。居喪頓毁，幾於滅性。吴隱之哭，實感鄰人；王褒之涕，全枯壟樹。乃爲銘曰：
后稷之冑，公劉之裔。濔濔河源，綿綿瓜瓞。汎彼仙舟，享兹金穴。棄子稱孝，捐甥顯節。誕兹英秀，嗣彼嘉聲。如珪無玷，若水能平。宮商有調，喜愠無情。閉戶興目，臨池著名。爰自庠序，式登廊廟。裴楷清通，王戎簡要。珪組陸離，軒旗照耀。燮彼陰陽，和兹鼎調。既曰舟檝，實稱文武。乍參禁衛，時膺刺舉。度界飛螟，隨車甘雨。顯允君子，冀永嘉祥。唯德不嗣，遘此膏肓。嗚呼已矣，殲我貞良。階庭寂漠，賓從蒼茫。輴車啟翿，龍轜轉轂。路曲昆池，□斜御宿。鐸韻哥哀，松深響哭。塵起素車，風生丹旐。樹密煙濃，山幽人少。徽音永播，佳城□曉。